# Mark Salling
Pour les articles homonymes, voir Salling.
Mark Salling est un acteur et musicien américain, né le 17 août 1982 à Dallas (Texas) et mort le 30 janvier 2018  à Los Angeles (Californie).
Il est connu pour avoir interprété le personnage de Noah « Puck » Puckerman dans la série musicale Glee.

## Biographie

### Jeunesse et formation
Mark Wayne Salling naît le 17 août 1982 et grandit à Dallas (Texas) auprès de son père John, comptable, et sa mère Condy, secrétaire. Il est d'origine allemande et anglaise.  
Diplômé de la Lake Highlands High School en 2001, il intègre ensuite la Los Angeles Music Academy.

### Carrière

#### Cinéma et télévision
Mark Salling fait ses débuts au cinéma en 1996 dans Les Démons du maïs 4 et The Graveyard et apparaît dans un épisode de Walker, Texas Ranger mais c'est le rôle de  « Puck »  Puckerman dans la série musicale Glee qui lui apporte la célébrité.
Il tourne ensuite la mini-série God and Secrets réalisée par Adi Shankar pour HBO mais son rôle est finalement coupé au montage en raison des poursuites judiciaires dont il fait l'objet fin 2015.

#### Musique
Mark Salling chante, écrit, et joue de la guitare en solo dans le project Jericho. Le premier album de Jericho, Smoke Signals, sort en 2008. Dans le cadre de la série Glee, il participe à de nombreux numéros musicaux et notamment une reprise solo de Neil Diamond, Sweet Caroline, dans l'épisode 8 de la saison 1. Fin octobre 2010 il sort son premier album solo, Pipe Dreams.

### Vie privée
En 2010, Mark Salling entretient une relation avec sa partenaire de Glee, Naya Rivera. En janvier 2013, il est accusé de violences sexuelles par sa nouvelle petite amie, Roxanne Gorzela. Les charges sont abandonnées en mars 2015 en échange d'une transaction financière.

### Arrestation et suicide
Mark Salling est arrêté le 29 décembre 2015 pour possession d'images de pornographie infantile. Il plaide coupable et devait être jugé en mars 2018. Il risquait entre quatre à sept ans de prison. Après une première tentative avortée de suicide fin août 2017, Mark Salling est retrouvé pendu près d'une berge à Sunland-Tujunga le 30 janvier 2018, moins de deux mois avant son jugement. La thèse du suicide est privilégiée par les enquêteurs.

## Filmographie

### Cinéma
- 1996 : Les Démons du maïs 4  (Children of the Corn 4: The Gathering) : James Rhodes
- 2006 : The Graveyard (en) : Eric
- 2011 : Glee, le concert 3D (Glee: The 3D Concert Movie) : lui-même

### Télévision
- 1999 : Walker, Texas Ranger, épisode Rise to the Occasion : Billy
- 2009- 2015 : Glee : Noah  « Puck »  Puckerman
- 2015 : Sur la Glace: Harrison Burke

## Voix françaises
La voix française de Mark Salling est interprétée par Emmanuel Garijo.

## Distinctions

### Récompenses
- Screen Actors Guild Awards 2010 : Meilleure distribution dans une série télévisée comique pour Glee (partagé)

### Nominations
- Screen Actors Guild Awards 2010 : Révélation masculine de l'année
- Teen Choice Awards Music 2010 : Meilleur groupe (partagé avec les membres de Glee)
- Teen Choice Awards 2011 : Acteur qui « crève l'écran »